# Малките титани: Сделка с дявола
„Малките титани: Сделка с дявола“ (на английски: Teen Titans: The Judas Contract) е издаден директно на видео супергеройски анимационен филм от 2017 г. на режисьора Сам Лиу, по сценарий на Ърни Алтбакър, базиран на комикса „Сделка с дявола“ от Марв Улфман и Джордж Перез. Това е 28-ият филм на  DC Universe Animated Original Movies, деветият филм на DC Animated Movie Universe и е продължение на „Лигата на справедливостта срещу Малките титани“ (2016). Озвучаващия състав се състои от Кристина Ричи, Таиса Фармига, Мигел Ферер, Стюарт Алън, Брандън Су Ху, Джейк Т. Остин, Кери Уолгрън, Шон Махер, Грег Хенри и Мег Фостър. Отбелязва последната филмова роля на Ферер преди смъртта му през 2017 г.
Световната премиера на филма е във WonderCon на 31 март 2017 г. Филмът е пуснат чрез дигитално изтегляне на 4 април 2017 г., и чрез домашно видео на 18 април 2017 г. от Warner Home Video.

## В България
В България филмът е излъчен на 6 декември 2021 г. по bTV Action с български войсоувър дублаж на Саунд Сити Студио. Екипът се състои от:
| Озвучаващи артисти  | София Джамджиева Велина Христова Ивет Лазарова Христо Чешмеджиев Александър Воронов |
| Преводач            | Виолета Георгиева                                                                   |
| Тонрежисьор         | Светослав Димитров                                                                  |
| Режисьор на дублажа | Тодор Георгиев                                                                      |